# Антверпенський університет

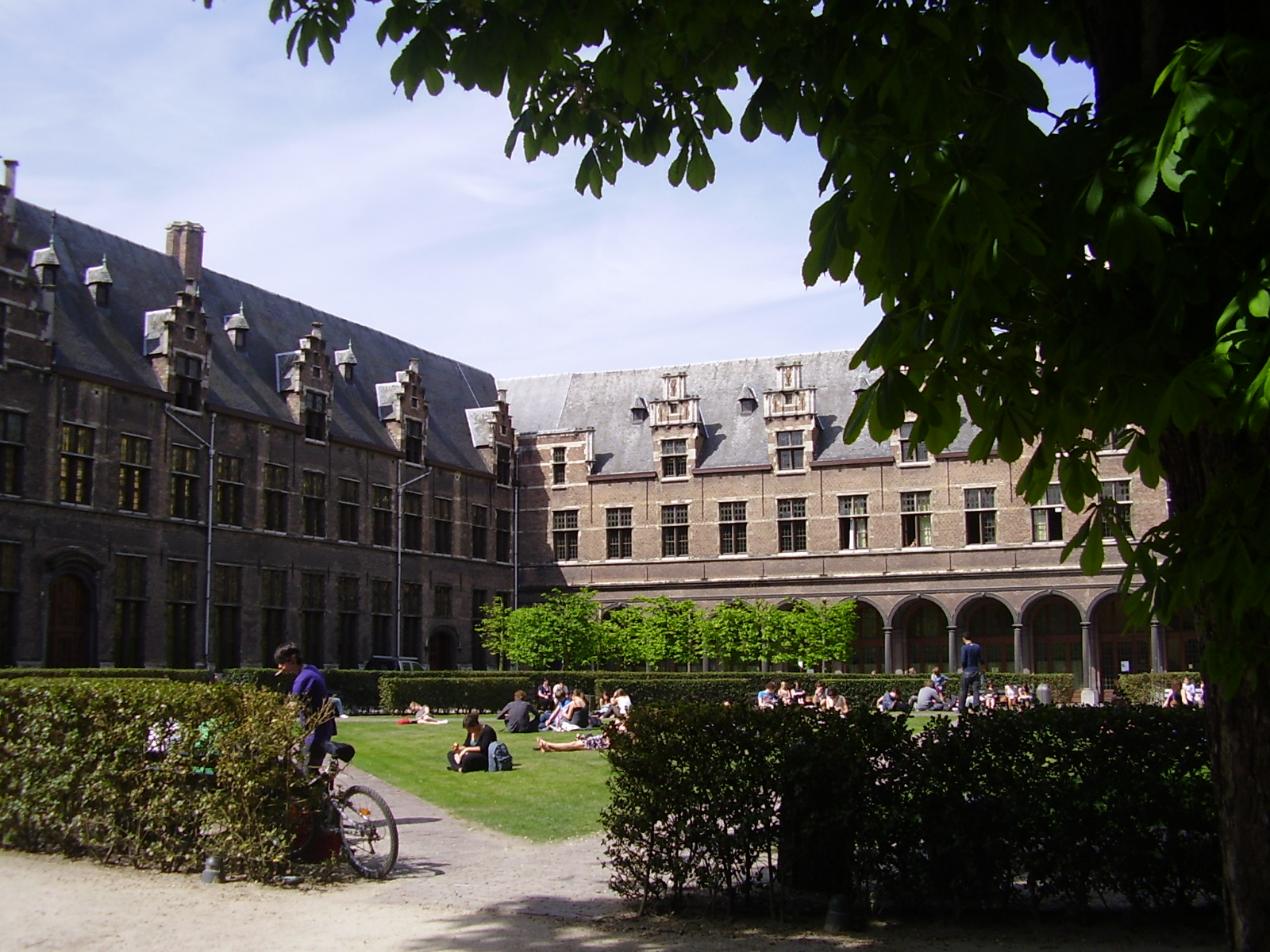
Університетський кампус

Антверпенський університет (нід. Universiteit Antwerpen, скорочено - UA) — один з провідних університетів країни, розташований у місті Антверпен (Бельгія).
Університет входить до асоціації університетів Європи Утрехтська мережа.

## Історія
Університет засновано в 2003 році, коли сполучили три університети, що доти були відомі як RUCA. Проте окремі частини університету беруть початок у 1852 році.
В університеті Антверпена навчається близько 15 000 студентів і працює 850 співробітників, що робить його третім найбільшим університетом у Фландрії. Тут навчається понад 1000 іноземних студентів (не рахуючи обміну студентами), більшість з країн ЄС. Щоб вирішати проблеми, пов'язані з інтернаціоналізацією європейської освіти й наукових досліджень, університет вступив до Асоціації Університетів Антверпена (AUHA).